# Schiffneria hyalina
Schiffneria hyalina là một loài rêu tản trong họ Cephaloziaceae. Loài này được Stephani miêu tả khoa học lần đầu tiên năm 1894.